# Robert Wright
Pour les articles homonymes, voir Wright.
Robert Wright (né le 15 janvier 1957 à Lawton, Oklahoma) est un journaliste américain.

## Biographie
Il a publié plusieurs ouvrages sur des sujets variés, notamment la psychologie évolutionniste, l’histoire, la religion et la théorie des jeux. Son livre The Evolution of God était l'un des trois finalistes pour les prix Pulitzer de l'essai et The New York Times Book Review en 2010. Il est cofondateur et éditeur en chef de Bloggingheads.tv. Il est membre de la New America (organization) (en).

## Ouvrages
- (en) Three Scientists and Their Gods: Looking for Meaning in an Age of Information, HarperCollins, 1989 (ISBN 0-06-097257-2)
- (en) The Moral Animal: Why We Are the Way We Are: The New Science of Evolutionary Psychology, Vintage Books, 1994 (ISBN 0-679-76399-6)
  - (fr) Robert Wright (trad. de l'anglais), L'Animal moral : psychologie évolutionniste et vie quotidienne, Paris, Gallimard, 2005, 737 p. (ISBN 2-07-042855-9)
- (en) Nonzero: The Logic of Human Destiny (en), Vintage, 2001 (ISBN 0-679-75894-1)
- (en) The Evolution of God (en), Little, Brown and Company, 2009 (ISBN 0-316-73491-8). Dans cet ouvrage, Wright étudie l'histoire des religions en agnostique, depuis les premiers polythéismes jusqu'aux trois monothéismes, en montrant la transition du polythéisme vers le monothéisme via la monolâtrie, mettant en lumière comment sociologie et religion se sont articulées, souvent en se basant sur la théorie des jeux à somme non nulle et la psychologie évolutionniste
- (en) Why Buddhism Is True (en), Simon & Schuster, 2017 (ISBN 1439195455)